# Cuộc đua xe đạp tranh Cúp truyền hình Thành phố Hồ Chí Minh 1993
Cuộc đua xe đạp toàn quốc tranh Cúp truyền hình Thành phố Hồ Chí Minh 1993 là giải đấu lần thứ năm của Cuộc đua xe đạp toàn quốc tranh Cúp truyền hình Thành phố Hồ Chí Minh do Đài Truyền hình Thành phố Hồ Chí Minh và Phòng Thể dục - Thể thao quận Gò Vấp phối hợp tổ chức, diễn ra từ ngày 1 tháng 5 đến ngày 19 tháng 5 năm 1993. Cuộc đua gồm 16 chặng với tổng lộ trình hơn 1900 km, xuất phát tại Hà Nội và kết thúc tại Thành phố Hồ Chí Minh. Tổng cộng có 134 vận động viên đến từ 27 đội đua trên toàn quốc tham dự cuộc đua lần này.
Đây là cuộc đua xuyên Việt đầu tiên được tổ chức trong lịch sử giải.

## Danh sách tham dự
Danh sách này không đầy đủ, bạn cũng có thể giúp mở rộng danh sách.
- Đống Đa Hà Nội
- Khách sạn Thanh Bình
- Cảng Sài Gòn
- Công An Nhân Dân
- Công an Thành phố Hồ Chí Minh
- Công an Tân An
- Công an Tiền Giang
- Công ty xuất nhập khẩu Tân Bình
- Huyện Thốt Nốt
- Afiex An Giang
- Luk Etron
- Long An
- Đà Nẵng
- Quận 5 - Miliket
- Quân khu 7
- Thuốc lá Bến Thành
- Thừa Thiên - Huế
- Hải Phòng

## Lộ trình
| Chặng | Ngày       | Đoạn đường                                               | Khoảng cách       |
| ----- | ---------- | -------------------------------------------------------- | ----------------- |
| 1     | 1 tháng 5  | Vòng đua hồ Hoàn Kiếm (Hà Nội) (30 vòng x 1,8 km)        | 54 km             |
| 2     | 2 tháng 5  | Hà Nội đi Thanh Hóa                                      | 133 km            |
| 3     | 3 tháng 5  | Thanh Hóa đi Vinh (Nghệ An)                              | 145 km            |
| 4     | 4 tháng 5  | Vinh đi Quảng Trạch (Quảng Bình, đèo Ngang)              | 128 km            |
| 5     | 4 tháng 5  | Quảng Trạch đi Đồng Hới (Quảng Bình)                     | 30 km             |
| 6     | 5 tháng 5  | Đồng Hới đi Huế                                          | 159 km            |
| —     | 6 tháng 5  | Nghỉ tại Huế                                             | Nghỉ tại Huế      |
| 7     | 7 tháng 5  | Huế đi Đà Nẵng (đèo Phước Tượng, Phú Gia, Hải Vân)       | 106 km            |
| 8     | 8 tháng 5  | Đà Nẵng đi Quảng Ngãi                                    | 143 km            |
| 9     | 9 tháng 5  | Quảng Ngãi đi Quy Nhơn (Bình Định)                       | 173 km            |
| —     | 10 tháng 5 | Nghỉ tại Quy Nhơn                                        | Nghỉ tại Quy Nhơn |
| 10    | 11 tháng 5 | Quy Nhơn đi Tuy Hòa (Phú Yên)                            | 100 km            |
| 11    | 12 tháng 5 | Tuy Hòa đi Nha Trang (Khánh Hòa, đèo Cả)                 | 134 km            |
| 12    | 13 tháng 5 | Nha Trang đi Phan Rang                                   | 102 km            |
| 13    | 14 tháng 5 | Phan Rang đi Đà Lạt (Lâm Đồng, đèo Ngoạn Mục, đèo Prenn) | 121 km            |
| 14    | 15 tháng 5 | Vòng đua hồ Xuân Hương (Đà Lạt) (10 vòng x 5,2 km)       | 52 km             |
| —     | 16 tháng 5 | Nghỉ tại Đà Lạt                                          | Nghỉ tại Đà Lạt   |
| —     | 17 tháng 5 | Nghỉ tại Đà Lạt                                          | Nghỉ tại Đà Lạt   |
| 15    | 18 tháng 5 | Đà Lạt đi Bảo Lộc (Lâm Đồng)                             | 103 km            |
| 16    | 19 tháng 5 | Bảo Lộc đi Thành phố Hồ Chí Minh                         | 148 km            |

## Xếp hạng chung cuộc
|                 | Vận động viên  | Đội                  |
| --------------- | -------------- | -------------------- |
| Áo vàng         | Huỳnh Kim Hùng | Khách sạn Thanh Bình |
| Áo chấm đỏ      | Trần Phát      | Công an Tiền Giang   |
| Áo xanh         | Ngô Quốc Tiến  | Afiex An Giang       |
| Giải đồng đội   | Luk Etron      | Luk Etron            |
| Giải phong cách | Cảng Sài Gòn   | Cảng Sài Gòn         |

## Nhà tài trợ
- Tribeco